# Danguolė
Danguolė ist ein litauischer weiblicher Vorname, abgeleitet von dangus (Himmel). Die männliche Form ist Danguolis. 

## Namensträgerinnen
- Danguolė Blevaitienė (* 1958), Badmintonspielerin
- Danguolė Bublienė (* 1972), Richterin, Gerichtspräsidentin
- Danguolė Jankauskienė (* 1959), Kinderchirurgin, Professorin und  Politikerin, Vizeministerin der Gesundheit
- Danguolė Martinkienė (* 1965),  Politikerin, stellvertretende Bürgermeisterin von Šiauliai
- Danguolė Mikulėnienė (*  1952), Sprachwissenschaftlerin, Lituanistin und Dialektologin, Professorin

Zwischenname
- Joana Danguolė Sadeikienė (*  1936),  Politikerin, Mitglied des Seimas